# Boyana Andreeva
Boyana Andreeva est une joueuse bulgare de volley-ball née le 3 juin 1991 à Varna. Elle mesure 1,88 m et joue au poste d'attaquante. 

## Clubs
| Club                 | De        | À         |
| -------------------- | --------- | --------- |
| Spartak Varna        | 2005-2006 | 2008-2009 |
| Levski Siconco Sofia | 2009-2010 | 2009-2010 |
| VK Maritsa Plovdiv   | 2010-2011 | 2012-2013 |
| Volley Towers        | 2013-2014 | 2013-2014 |
| Bartın Polisgücü     | 2014-2015 | 2014-2015 |
| SK UP Olomouc        | 2016-2017 | 2016-2017 |
| Charleroi Volley     | 2017-2018 | …         |

## Palmarès
- Championnat de Bulgarie
  - Finaliste : 2011, 2012.
- Coupe de Bulgarie
  - Vainqueur : 2012.
  - Finaliste : 2010, 2011.
- Coupe de République tchèque
  - Vainqueur : 2017.
- Championnat de République tchèque
  - Finaliste : 2017.